# Fredrik Barth

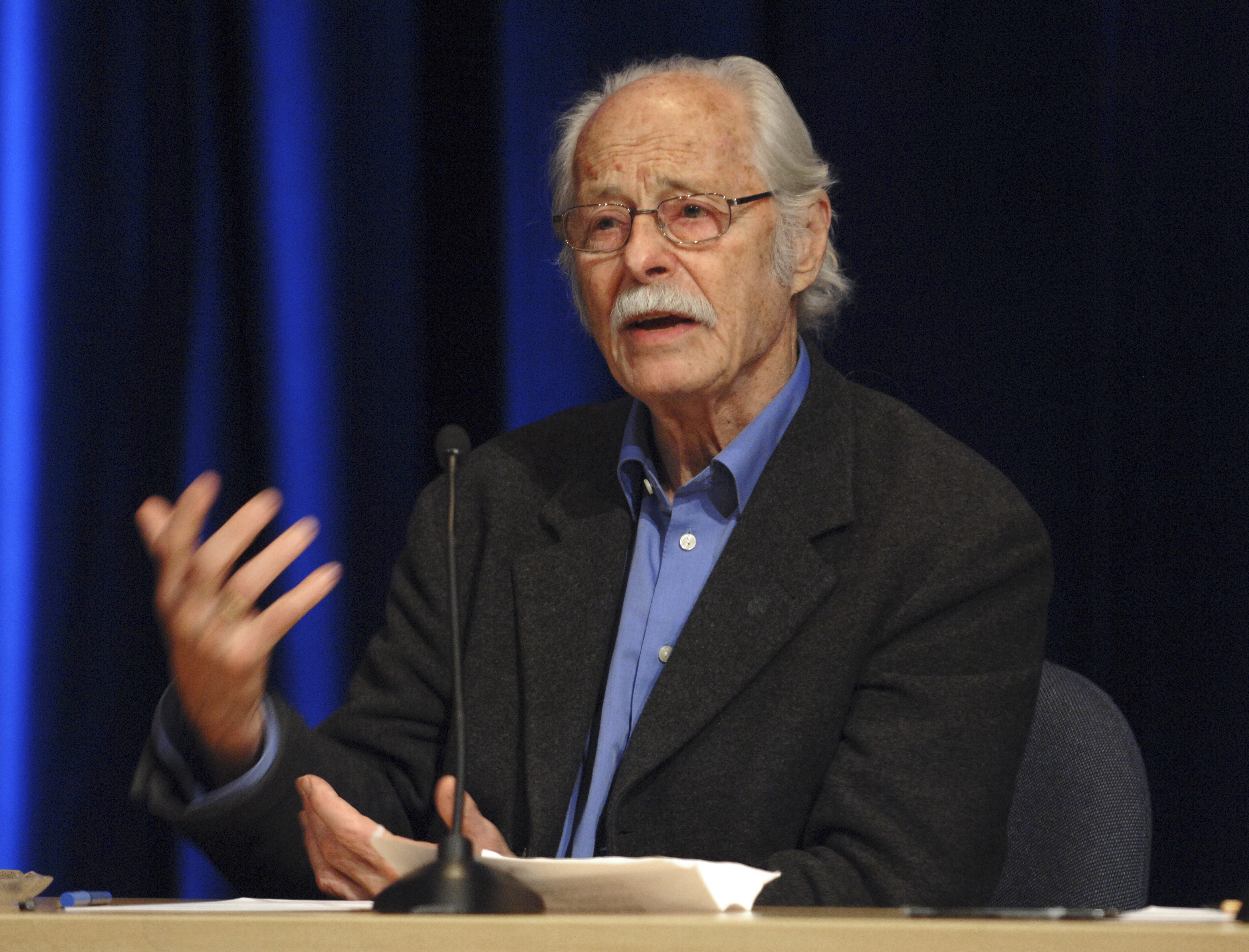
Fredrik Barth (2006)

Fredrik Thomas Weybye Barth (* 22. Dezember 1928 in Leipzig; † 24. Januar 2016 in Oslo) war ein norwegischer Ethnologe und Sozialanthropologe, der sich vor allem mit der politischen Anthropologie staatenloser bzw. grenzüberschreitender Gesellschaften wie der Kurden und Paschtunen, aber auch mit dem Wandel der norwegischen Familienstrukturen und der Rolle des Unternehmertums bei den nordnorwegischen Fischern und Samen (Volk) befasste. Er gilt als einer der produktivsten und bedeutendsten Sozialanthropologen seiner Generation.

## Leben und Werk
Fredrik Barths Vater, der Geologe Thomas Barth, war Privatdozent an der Universität Leipzig, siedelte mit seiner Familie 1929 in die USA. Fredrik Barth studierte Paläanthropologie und Kunstgeschichte an der University of Chicago und im Vereinigten Königreich. Seine ersten Feldforschungen führten ihn nach Kurdistan. 1957 wurde er an der University of Cambridge promoviert. An der Universität Bergen wurde er 1961 Professor und gründete das dortige Institut für Sozialanthropologie. Er kritisierte den in den 1950er und 1960er Jahren in der Ethnologie vorherrschenden Strukturalismus und folgte den theoretischen Ansätzen von Alfred Radcliffe-Brown, Max Weber, Émile Durkheim und Karl Marx. Er war ein vielseitiger Feldforscher und ein kreativer Theoretiker. Seine Feldforschung führte ihn in den Irak, den Iran und den Sudan, nach Pakistan, Belutschistan, Neuguinea, Oman, Bali und Bhutan.
Bekannt wurde er vor allem durch die Einleitung zu dem von ihm herausgegebenen Werk Ethnic Groups and Boundaries (1969) und dem in diesem Band enthaltenen Kapitel über die Paschtunen, in dem er die Konstruktion ethnischer Identität in staatenlosen Gesellschaften aus sozialkonstruktivistischer Perspektive beleuchtete. Als Ursache nimmt er das Bedürfnis nach Distinktion durch Grenzziehung an. Ethnien konstituieren sich Barth an biologischen Kriterien, beständigen kulturellen Werten, darauf abgestimmten typischen Verhaltens- bzw. Kommunikationsformen sowie durch Selbst- und Fremdidentifikation. Die Gruppen
konstituieren sich jedoch nicht von beobachtbaren Unterschiede, sondern diese werden aufgrund bereits bestehender Gruppenabgrenzungen beobachtet. Solche Abgrenzungsstrategien bilden einen nie endenden dynamischen Prozess, in dem biologische Faktoren keine dominante Rolle spielen. Demographische und ökologische Bedingungen unterstützen dabei die Herausbildung von effektiven, das Überleben ermöglichenden sozialen Systemen, wobei die ethnische und kulturelle Identität als Machtinstrument zur Schaffung und zum Erhalt von Lebensräumen dient. Damit ist die Neigung zur Intoleranz anderen Ethnien gegenüber verbunden.
1974 ging Barth an die Universität Oslo und leitete dort das Ethnographische Museum. Er lehrte auch an der Emory University in Atlanta sowie an der Harvard University. 2002 hielt er eine Vortragsreihe über die britische Schule der Sozialanthropologie zur Eröffnung des Max-Planck-Instituts für ethnologische Forschung in Halle (Saale).
1997 wurde er Mitglied der American Academy of Arts and Sciences. 2003 wurde er zum korrespondierenden Mitglied der British Academy gewählt. 2011 verlieh ihm die Philosophische Fakultät der Universität Zürich die Ehrendoktorwürde.

## Werke (Auswahl)
- Balinese worlds. Chicago: University of Chicago Press, 1993.
- Cosmologies in the making: a generative approach to cultural variation in inner New Guinea. Cambridge: Cambridge University Press, 1987.
- Sohar, culture and society in an Omani town. Baltimore: Johns Hopkins University Press, 1983.
- Principles of Organization in Southern Kurdistan. 1953.
- Ritual and knowledge among the Baktaman of New Guinea. Oslo: Universitetsforlaget, 1975.
- (Hrsg.): Ethnic Groups and Boundaries. The Social Organization of Culture Difference. Bergen, Oslo, Tromsö: Universitesforlaget, zugleich Little, Brown & Co. Boston, 1969.
- Models of social organization. London, Royal Anthropological Institute, 1966.
- Nomads of South-Persia; the Basseri tribe of the Khamseh Confederacy. Oslo: Universitetsforlaget, 1962.
- Political leadership among Swat Pathans. London: The Athlone Press, 1959.
- The Role of the Entrepreneur in Social Change in Northern Norway. Bergen 1972 (zuerst 1963).
- Fredrik Barth, Andre Gingrich, Robert Parkin, Sydel Silverman: One Discipline, Four Ways: British, German, French and American Anthropology. The Halle Lectures. Chicago: Chicago University Press 2005.